# Mike Mills
Michael Edward Mills (ur. 17 grudnia 1958 w hrabstwie Orange w Kalifornii) – basista, autor tekstów piosenek i współzałożyciel amerykańskiego zespołu R.E.M. Mills śpiewa, gra na gitarze basowej, akustycznej i elektrycznej oraz na pianinie. Był też członkiem grupy muzycznej Hindu Love Gods, założonej w 1984.
Napisał takie piosenki zespołu R.E.M., jak "Find the River", "At My Most Beautiful", "Why Not Smile", "Let Me In", "Wendell Gee", "(Don't Go Back To) Rockville", "Beat a Drum", "Be Mine", "New Test Leper" i "What's The Frequency, Kenneth?". 
Mills poznał Petera Bucka, Billa Berry'ego i Michaela Stipe'a w 1980 podczas studiów na uniwersytecie stanowym w Atlancie. W tym samym roku założyli R.E.M., a już w następnym wydali debiutancki singel "Radio Free Europe".